# Batrachedrodes sophroniella
Batrachedrodes sophroniella là một loài bướm đêm thuộc họ Batrachedridae. Nó là loài đặc hữu của Oahu, Maui và Hawaii.